# Base natural
En geometría diferencial, una base natural es un tipo base vectorial del espacio tangente a una variedad diferenciable que puede ser asociada naturalmente a un sistema de coordenadas curvilíneo.

## Definición de base natural
Dada una variedad diferenciable {\displaystyle {\mathcal {M}}} de dimensión n y un conjunto de n campos vectoriales {\displaystyle V_{1},...,V_{n}\;\in T{\mathcal {M}}} definidos sobre un conjunto abierto A esa variedad tales que en cada punto forman una base vectorial del espacio tangente a la variedad, es una base natural si y sólo si existe una carta local o sistema de coordenadas local {\displaystyle \varphi :A\subset {\mathcal {M}}\to \mathbb {R} ^{n}\land \varphi (P)\mapsto (x_{1}(P),...,x_{n}(P))} que cumpla alguna de las siguientes condiciones:
1. Los campos vectoriales coinciden con las derivadas a lo largo de las curvas coordenadas asociadas a las coordenadas locales: {\displaystyle {V_{i}|}_{P}=\left(\partial _{x_{i}}\right)_{P}}.
2. La base dual asociada a los n campos vectoriales en cada punto, está formada por 1-formas exactas, es decir, existen {\displaystyle \theta ^{1},...,\theta ^{n}\ \in T^{*}{\mathcal {M}}} y una carta local, como la descrita anteriormente, tal que {\displaystyle \theta ^{i}(V_{j})=\delta _{j}^{i}} y {\displaystyle \theta ^{i}=dx^{i}\;}.

## Geometría euclídea
Siendo {\displaystyle {\overrightarrow {r}}(x_{i})} el conjunto de puntos de la variedad diferenciable encajada en un espacio eunclíde, en esta variedad se puede tratar mediante coordenadas generalizadas {\displaystyle x_{i}}. La base natural o base del espacio tangente a la variedad queda descrita por medio de las derivadas parciales de la variedad respecto de las coordenadas generalizadas.

{\displaystyle {\overrightarrow {t_{i}}}={\frac {\delta {\overrightarrow {r}}}{\delta x_{i}}}\,}

- Datos: Q2881345